# چوئه چول-سو
چوئه چول-سو (انگلیسی: Choe Chol-su؛ زادهٔ ۱ دسامبر ۱۹۶۹) بوکسور اهل کره شمالی است.
از افتخارات وی میتوان به کسب مدال طلا در بازی‌های المپیک تابستانی ۱۹۹۲ اشاره کرد.